# Sydney Edward Wright
Sydney Edward Wright (Waverley, Sydney, Nova Gal·les del Sud, 3 de juny de 1914 - Drummoyne, Sydney, Nova Gal·les del Sud, 7 d'octubre de 1966) va ser un químic, farmacèutic, professor universitari i pacifista australià.

## Biografia i trajectòria professional
Després de cursar l'educació secundària a Sydney entre els anys 1930 i 1931, es convertí en aprenent de farmacèutic a Washington H. Soul, Pattinson & Co. El 1934 completà els dos anys necessaris d'estudi a temps parcial a la Universitat de Sydney, guanyant la medalla d'or de la Societat Farmacèutica de Nova Gal·les del Sud. Després de continuar estudiant a la universitat, el 1935 va obtenir un diploma en ciències farmacèutiques. Un cop graduada, es va traslladar a Brisbane on va ensenyar (1938-44) farmàcia al Central Technical College, i també va estudiar ciències a la Universitat de Queensland. Més endavant, entre els anys 1944 i 1946 va fer classes de química a aquesta universitat. El 1943 es va casar amb Phyllis May Edwards, també farmacèutica, a l'Església Metodista Clayfield.
El 1946, Wright fou nomenat director del New Zealand College of Pharmacy, de Wellington. Convençut que els farmacèutics necessitaven una educació sòlida basada en les ciències químiques i biològiques, va intentar convèncer els membres de la Societat Farmacèutica de Nova Zelanda i el govern que substituís el sistema de formació existent per un curs universitari a temps complet. Sense èxit, va tornar a Austràlia el 1950 com a professor superior de farmàcia a la Universitat de Sydney, i va ser ascendit a professor associat el 1956.
Wright va advocar per una qualificació professional dels farmacèutics a Nova Gal·les del Sud i per a una escola d'investigació per proporcionar títols i diplomes de postgrau. A causa de la seva reputació d'esquerres, la seva primera sol·licitud de visat d'entrada als Estats Units d'Amèrica va ser rebutjada, però el 1956 se li va permetre viatjar. També va visitar Europa per avaluar els plans d'estudis i dissenyar un curs adequat per als australians. Quan els primers estudiants en un curs complet de tres anys en farmàcia es van matricular a la Universitat de Sydney el 1960, aquell mateix any, Wright es va convertir en professora de química farmacèutica.
Tot i que va continuar perseguint els seus interessos en investigació, la preocupació principal de Wright va ser la promoció de la farmàcia professional. El 1952-66 fou membre de la Junta de Farmàcia i del consell de la Societat Farmacèutica de Nova Gal·les del Sud. Va participar en la creació del New South Wales Pharmacy Research Trust el 1961. Va formar part de diversos grups governamentals, com el Comitè Assessor de l'Estat contra els Verins, els Comitès d'Activitats i Additius d'Aliments del Consell Nacional de Recerca Mèdica i de Salut, un grup que revisa la farmacopea britànica, i el Comitè de normes de substàncies terapèutiques del Departament de la Salut del Comú.

## Trajectòria com a pacifista
Destacat en el moviment pacifista, Wright va ser membre del comitè executiu de la Convenció australiana sobre la pau i la guerra, que es va celebrar a Sydney el setembre de 1953. A l'abril de l'any següent va organitzar una reunió contra la guerra a l'ajuntament. Wright fou censurada per l'administració de la universitat per haver acollit una recepció amb dos activistes de la pau, Josef Hromadka i Kathleen Lonsdale, a les instal·lacions de la Unió Universitària de Sydney. El 1962, Wright va ajudar a organitzar les marxes de "prohibició de la bomba" a Sydney.